# Myxobolus bartoni
Myxobolus bartoni is een microscopische parasiet uit de familie Myxobolidae. Myxobolus bartoni werd in 2000 beschreven door Kalavati, Brickle & MacKenzie. 